# Saint-Martin-aux-Bois
 Saint-Martin-aux-Bois  es una población y comuna francesa, en la región de Picardía, departamento de Oise, en el distrito de Clermont y cantón de Maignelay-Montigny.

## Demografía
| 251 | 218 | 225 | 220 | 245 | 282 |
| Para los censos de 1962 a 1999 la población legal corresponde a la población sin duplicidades (Fuente: INSEE [Consultar]) |     |     |     |     |     |